# Kecamatan Tanjungkarang Timur
Kecamatan Tanjungkarang Timur är ett distrikt i Indonesien.   Det ligger i provinsen Lampung, i den västra delen av landet, 190 km nordväst om huvudstaden Jakarta.